# Ricardo Cabral
Ricardo Cabral é um autor português de banda desenhada. Em 2011, ganhou o prêmio de "melhor desenho" no Amadora BD pela obra Newborn - 10 Dias no Kosovo. Em 2012, conquistou novamente o prêmio, dessa vez pela obra Pontas Soltas - Cidades (Edições Asa). O mesmo livro ganhou, em 2013, o Troféu HQ Mix como "destaque língua portuguesa".